# Coussapoa purpusii
Coussapoa purpusii är en nässelväxtart som beskrevs av Paul Carpenter Standley. Coussapoa purpusii ingår i släktet Coussapoa och familjen nässelväxter. Inga underarter finns listade i Catalogue of Life.